# Carbosphaerella pleosporoides
Carbosphaerella pleosporoides är en svampart som beskrevs av I. Schmidt 1969. Carbosphaerella pleosporoides ingår i släktet Carbosphaerella och familjen Halosphaeriaceae.   Inga underarter finns listade i Catalogue of Life.